# Jackson Hole
Jackson Hole è una valle che si trova nella parte nord-occidentale dello Stato del Wyoming, negli Stati Uniti, ai piedi del massiccio del Teton Range e attraversata dal fiume Snake.
La valle si sviluppa a una quota media di oltre 2000 m s.l.m., con zone di maggior depressione quali il Fish Creek, sotto i 2000 m e all'interno dei confini del Parco, e a Hoback Junction, al di fuori del parco. La valle di Jackson Hole è lunga circa 55 miglia (89 km) e larga 13 miglia (21 km). Il centro abitato principale è la cittadina di Jackson.

## Economia

### Simposi
La Federal Reserve Bank di Kansas City vi ospita un simposio annuale di economia politica sin dal 1982. Tale incontro, a cui partecipano tutti i principali banchieri del mondo, si tiene tra la metà e fine del mese di agosto.
Nel settembre 1989 ospitò anche un incontro diplomatico al massimo livello tra USA e URSS: vi presero parte il segretario di Stato James Baker ed il ministro degli esteri sovietico  Eduard Shevardnadze.

### Turismo
Vi sono tre principali località sciistiche: il Jackson Hole Mountain Resort presso Teton Village, il Grand Targhee Ski Resort e lo Snow King Resort. Nelle vicinanze si trovano inoltre i parchi di Yellowstone (entrata sud) e del Grand Teton. Nel Jackson Hole si trova il Mormon Row Historic District, iscritto nel National Register of Historic Places.
Nella Jackson Hole ha sede il National Museum of Wildlife Art ("Museo nazionale di arte naturale"), presso il National Elk Refuge. Nei mesi da giugno ad agosto nel parco del Grand Teton si svolge un festival musicale (Grand Teton Music Festival, "Festival musicale del Grand Teton"), mentre a settembre si tiene il Jackson Hole Fall Arts Festival ("Festival autunnale delle arti di Jackson Hole").

### Riprese cinematografiche
Nella valle sono stati ambientati diversi film sia western che commedia, come Il grande sentiero (1930), Il cavaliere della valle solitaria (1951), Il grande cielo (1952), I due capitani (1955), Vento di terre lontane (1956), Quella nostra estate (1963), Wyoming - terra selvaggia (1970) e Rocky IV (1985).

## Sport
Negli anni trenta si sviluppò come stazione sciistica, grazie soprattutto all'opera dei fratelli Alf, Sverre e Corey Engen, pionieri dello sci statunitense di origine norvegese. Nei decenni successivi Jackson Hole ha ospitato diverse gare di Coppa del mondo di sci alpino.

## Musica
Il rapper statunitense Kanye West, dal maggio 2017, si è isolato nelle vicinanze di Jackson Hole per lavorare al suo ottavo album in studio, Ye. La copertina, raffigurante le montagne innevate del Teton Range, è stata scattata dallo stesso rapper con il suo Iphone mentre stava andando alla festa d'ascolto dell'album il 31 maggio 2018.